# Radzieckie zabawki
Radzieckie zabawki (ros. Советские игрушки, Sowietskije igruszki) – radziecki niemy animowany film czarno-biały z 1924 roku w reżyserii Dzigi Wiertowa. Pierwsza animacja o sytuacji społeczno-politycznej panującej w Związku Radzieckim. Na podstawie karykatur politycznych radzieckiego satyryka i rysownika Wiktora Deni opublikowanych w "Prawdzie". 
Film wysławia zwycięstwo proletariatu nowej Republiki Radzieckiej nad kapitalistami. Określa stereotypy wizerunku kapitalistów, zwykłych chłopów i robotników. Wzorce te będą wykorzystywane w kolejnych animacjach propagandowych, również w tych późniejszych o tematyce wojennej.
Film wchodzi w skład serii płyt DVD Animowana propaganda radziecka (cz. 4: Naprzód ku świetlanej przyszłości).

## Opis
Antybohaterem filmu jest NEP-owiec (reprezentant przedsiębiorców korzystających z liberalizacji gospodarki w czasach Nowej Polityki Ekonomicznej). Postać ta została ukazana w sposób karykaturalny. Konsumuje wszystkie dobra, nie produkując przy tym nic. Film Radzieckie zabawki wpisywał się w polityczną walkę z Nową Polityką Ekonomiczną (NEP), która rozpoczęła się po śmierci Lenina. Jest to jeden z pierwszych filmów propagandowych, który dał początek formowaniu się wizerunku kapitalisty jako wroga politycznego.

## Przesłanie
Film miał przekonać, że jedynie sojusz robotnika i chłopa może pokonać bogaczy, duchowieństwo prawosławne i innych gnębicieli ludu pracującego.

## Animatorzy
Iwan Bieljakow, Aleksandr Iwanow